# Ubiratã Braga
Ubiratã Braga (Porto Alegre, 1965) é um artista plástico brasileiro que atua desde o final dos anos 80. Trabalha com diferentes técnicas, especialmente o desenho e a pintura. Ubiratã ganhou prestígio no Brasil por ter participado de várias exposições e conquistado três prêmios. Seu trabalho foi influenciado por Iberê Camargo e Anselm Kiefer.

## Carreira
Ubiratã Braga fez cursos de desenho com Carlos Pasquetti, têmpera e guache com Yeddo Titze, e gravura com Armando Almeida, e obteve graduação em artes visuais pelo Instituto de Artes da UFRGS. Participou de várias exposições coletivas e fez várias individuais no estado do Rio Grande do Sul e centro do Brasil.
Foi um dos destaques do Projeto João Fahrion, mantido pelo governo do estado do Rio Grande do Sul, voltado para a revelação de novos talentos, e fez parte de um grupo de artistas gaúchos que se firmou no cenário regional na década de 1990 e veio a se projetar nacionalmente. Neste período seu trabalho teve grande circulação institucional e aceitação no mercado de arte, entrando, segundo Felipe Caldas, "no topo do circuito artístico nacional, alçando seu nome a outros patamares que a maioria dos artistas locais não atingiu".
Contudo, a partir de 1997 retirou-se do circuito expositivo. Segundo o crítico Francisco Dalcol, "avesso a pressões e demandas do mercado artístico, Ubiratã Braga mantém sua produção afastada da influência comercial. Por conta dessa postura, não costuma fazer muitas exposições", embora não tenha cessado de produzir. Segundo o professor e crítico Cristiano Goldschmidt, "a ausência de uma década e meia dos espaços expositivos foi uma decisão do próprio Ubiratã Braga, que aproveitou para repensar algumas questões após a boa repercussão de sua última grande exposição individual, no Centro Cultural Banco do Brasil do Rio de Janeiro, em 1997. Antes disso, seu currículo já contava com dezenas de exposições, entre coletivas e individuais, além de importantes prêmios". Em 2013 voltou às salas de exposição com a individual Céus de Chumbo sobre Horizontes de Ferro, contemplada com o Prêmio Açorianos, na categoria Destaque em Pintura.

## Obra
Sua obra em geral apresenta signos e elementos figurativos em ambientes pictóricos abstratos. Tem um caráter expressionista e em parte autobiográfico. Diz o artista que "o que eu penso só serve como mola propulsora, um gatilho para eu trabalhar, querer me expressar e dar significado à minha vida". Para o crítico Luiz Eduardo Achutti, Braga é "um grande artista, que não faz concessões a nada e a ninguém. Sua arte o faz viver. São movimentos e decisões píctóricos vitais num trabalho orgânico que, se de alguma maneira partem do mundo, dos dias, de alguma imagem fotografada, uma ideia retomada, a continuação do processo criativo volta-se para o interno da alma e do espírito do artista".
Diz Goldschmidt que "o fascínio provocado no espectador de sua obra não depende tão somente dela. Requer um engajamento do interlocutor. Não que a obra por si só não se sustente, mas porque precisamos de tempo e dedicação para que ela possa nos fazer perceber as presenças que nela constam e indicar as ausências que também ali se encontram".
Na visão da curadora Paula Ramos, sua obra mostra "espaços picturais densos e simbólicos, resultado não de um projeto ou de uma intenção pré-estabelecida, mas do enfrentamento com os suportes e materiais, com a própria trajetória artística. Lentos e exigentes no processo, ora gritantes, ora sussurrantes na forma, os desenhos e pinturas de Ubiratã Braga nascem como campos de experiência formal e expressão de afetos. Dão visibilidade, cada qual ao seu modo, ao turbilhão de sentimentos, compreensões e lembranças que movem o artista, em sua tentativa de instaurar ordem ao que emerge como caos". "Os trabalhos são resultado de um processo permanente de reflexão e dúvida e desdobram aspectos marcantes da poética do artista, como a figuração, as sobreposições e sedimentações, bem como o caráter confessional".

### Algumas exposições
- Salão COPESUL/MARGS (coletiva, Museu de Arte do Rio Grande do Sul, Porto Alegre, 1989)[1]
- ArteSul 89 (coletiva, Museu de Arte do Rio Grande do Sul, Porto Alegre, 1989)[9]
- 47º Salão Paranaense (coletiva, Curitiba, 1990)[1]
- Galeria Arte&Fato (individual, Porto Alegre, 1991)[1]
- Mostra do Desenho Brasileiro (coletiva, Curitiba, 1994)[10]
- Jovem Pintura Figurativa no Rio Grande do Sul (Museu de Arte Contemporânea do Rio Grande do Sul, Porto Alegre, 1994)[10]
- I Bienal do Mercosul (coletiva, Porto Alegre, 1995)[11]
- Pinturas - Ubiratã Braga (individual, Galeria Bolsa de Arte, Porto Alegre, 1995 e 1997)[1]
- Pinturas - Ubiratã Braga (individual, Centro Cultural Banco do Brasil, Rio de Janeiro, 1997)[1]
- Céus de Chumbo sobre Horizontes de Ferro (individual, Museu de Arte Contemporânea do Rio Grande do Sul, Porto Alegre, 2013)[1]

### Prêmios
- Prêmio em Desenho no Salão COPESUL/MARGS (1989)[1]
- Grande Prêmio do 47º Salão Paranaense (1990)[1]
- Prêmio Açorianos de Artes Plásticas (2013)[1]